# Theridion pyrenaeum
Theridion pyrenaeum là một loài nhện trong họ Theridiidae.
Loài này thuộc chi Theridion. Theridion pyrenaeum được J. Denis miêu tả năm 1944.